# Gambellara
Gambellara is een gemeente in de Italiaanse provincie Vicenza (regio Veneto) en telt 3293 inwoners (31-12-2004). De oppervlakte bedraagt 12,9 km², de bevolkingsdichtheid is 255 inwoners per km².
De volgende frazioni maken deel uit van de gemeente: Sarmazza, Torri di Confine.

## Demografie
Gambellara telt ongeveer 1229 huishoudens. Het aantal inwoners steeg in de periode 1991-2001 met 1,8% volgens cijfers uit de tienjaarlijkse volkstellingen van ISTAT.
| Jaar | Inwoneraantal |
| ---- | ------------- |
| 1991 | 3144          |
| 2001 | 3200          |

## Geografie
De gemeente ligt op ongeveer 70 m boven zeeniveau.
Gambellara grenst aan de volgende gemeenten: Lonigo, Montebello Vicentino, Montecchia di Crosara (VR), Monteforte d'Alpone (VR), Roncà (VR), San Bonifacio (VR).